# شعب القاضي (ذي السفال)

تعديل مصدري - تعديل

شعب القاضي محلة تابعة لقرية الجامع، التابعة لعزلة الوحص بمديرية ذي السفال إحدى مديريات محافظة إب في الجمهورية اليمنية، بلغ تعداد سكانها 31 حسب تعداد اليمن لعام 2004.